# Sarna
Sarna (Capreolus) – rodzaj ssaków z podrodziny saren (Capreolinae) w obrębie rodziny jeleniowatych (Cervidae).

## Rozmieszczenie geograficzne
Rodzaj obejmuje gatunki występujące w Eurazji – od zachodniej Europy po wschodnie wybrzeże środkowej Azji.

## Morfologia
Długość ciała 107–145 cm, długość ogona 1,5–4 cm, wysokość w kłębie 65–94 cm; długość poroża u samców 16–33 cm; masa ciała samic 17–47 kg, samców 20–65 kg.

## Systematyka
Rodzaj zdefiniował w 1821 roku angielski zoolog John Edward Gray w artykule poświęconym systematyce kręgowców opublikowanym na łamach The London Medical Repository. Na gatunek typowy Gray wyznaczył (oznaczenie monotypowe) sarnę europejską (C. capreolus).

### Etymologia
- Capreolus: łac. capreolus ‘dzika koza, kozioł (tj. samiec sarny)’, od capreus ‘dzika koza’; przyrostek zdrabniający -olus[10].
- Caprea: łac. capreus ‘dzika koza’[10]. Gatunek typowy (oznaczenie monotypowe): Cervus capreolus Linnaeus, 1758.

### Podział systematyczny
Do rodzaju należą następujące występujące współcześnie gatunki:
| Grafika | Gatunek             | Autor i rok opisu | Nazwa zwyczajowa | Podgatunki         | Rozmieszczenie geograficzne | Podstawowe wymiary                       | Status IUCN |
| ------- | ------------------- | ----------------- | ---------------- | ------------------ | --- | ---------------------------------------- | ----------- |
|         | Capreolus capreolus | (Linnaeus, 1758)  | sarna europejska | gatunek monotypowy | większość Europy (z wyjątkiem Islandii, Irlandii i wysp Morza Śródziemnego), Kaukaz i Bliski Wschód; zakres wysokości: do 2400 m n.p.m. | DC: 107–127 cm DO: 1,5–3 cm MC: 17–30 kg | LC          |
|         | Capreolus pygargus  | (Pallas, 1771)    | sarna syberyjska | 2 podgatunki       | od europejskiej części Rosji na wschód przez Azję Środkową do południowo-wschodniej Syberii, środkowej i północno-wschodniej Chińskiej Republice Ludowej oraz Półwyspu Koreańskiego; izolowana populacja na północnych stokach Kaukazu; zakres wysokości: do 3300 m n.p.m. | DC: 125–145 cm DO: 2–4 cm MC: 32–50 kg   | LC          |

Kategorie IUCN:  LC  – gatunek najmniejszej troski.
Opisano również gatunki wymarłe:
- Capreolus constantini Vislobokova & Kalmykov, 1995[13] (Azja; pliocen).
- Capreolus curtocerus (Kaup, 1833)[14] (Europa)
- Capreolus cusanoides Kahlke, 2001[15] (Europa; plejstocen).
- Capreolus suessenbornensis Kahlke, 1956[16] (Europa; plejstocen).